# Sycamore (comté de Delaware, Oklahoma)
Pour les articles homonymes, voir Sycamore.
Sycamore est une census-designated place du comté de Delaware, dans l'État d'Oklahoma, aux États-Unis,. En 2020, elle compte une population de 65 habitants.